# Али Акбар Бахман

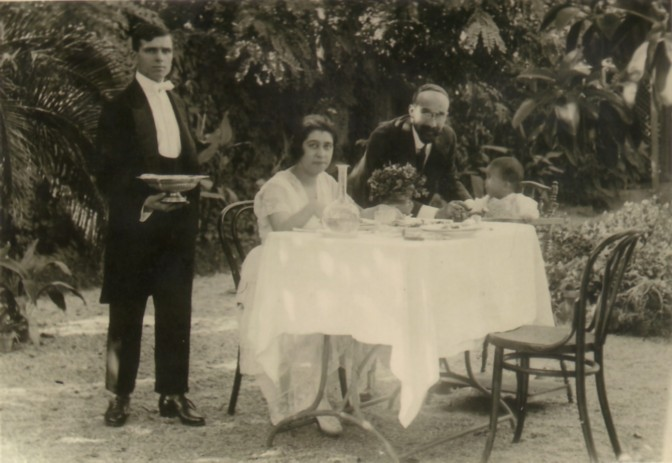
Али Акбар Бахман с женой и дочерью в качестве посланника в Бухаресте, 1919 год.

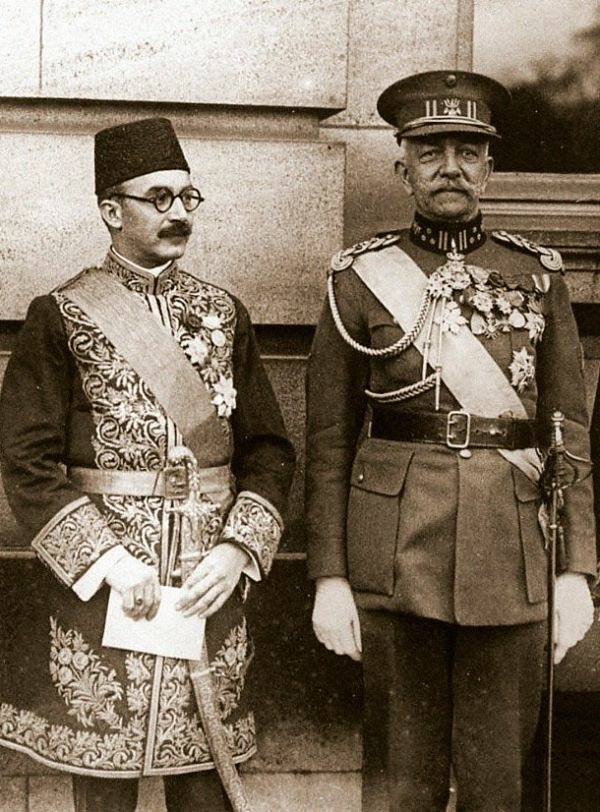
Али Акбар Бахман, персидский министр в Бельгии, со своей верительной грамотой перед Королевским дворцом в Брюсселе с генералом Альбертом бароном дю Руа де Блики, почетным адъютантом короля Бельгии Альберта I, 1921 год.

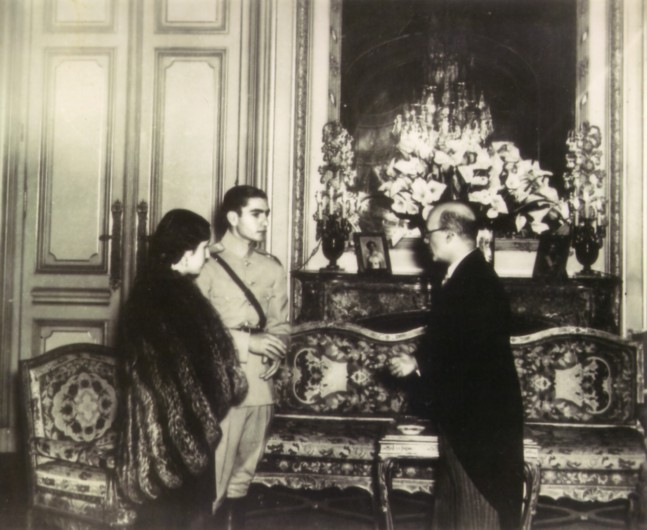
Али Акбар Бахман в качестве посла в Каире принимает Мохаммеда Резу Пехлеви, наследного принца Ирана, и принцессу Египта Фаузи бинт Фуад, март 1939 года.

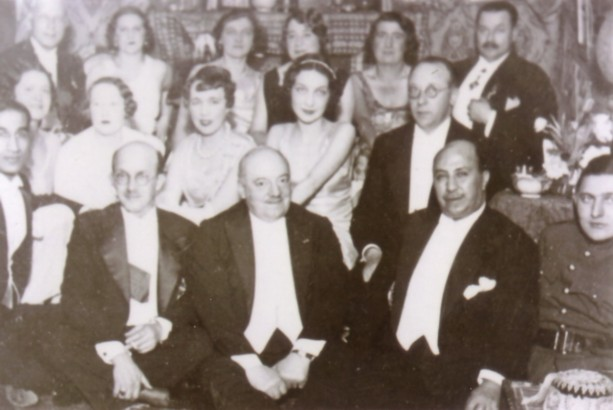
Али Акбар Бахман на Каирской конференции, 1943 год.

Али Акбар Бахман (1880 — 1956) — иранский дипломат.

## Семья
Али Акбар Бахман был членом знаменитой семьи Бахмани-Каджаров. Родился в Тегеране как Мирза Али Акбар Хан в 1883 году и умер там же в 1967 году. Происходил из семьи принца Бахмана Мирзы Каджара, сына Аббаса Мирзы, который был генерал-губернатором Азербайджана и принцем-регентом своего больного брата Мухаммад-шаха и маленького наследного принца Насир ад-Дина. После того, как Бахман-Мирза попал в немилость при дворе, он отправился в ссылку на российский Кавказ. Его старший сын принц Анушираван Мирза (1833-1899) вернулся в Иран и имел дочь по имени принцесса Малеке Афаг Ханом (1863 — 26 октября 1917), мать Али Акбара Бахмана. Его отцом был Мирза Хоссейн Бехнам из аристократической семьи из Тебриза, служившей королевскому дому еще со времен Фатх Али Шаха. Из-за ранней смерти его отца в 1897 году его мать вторично вышла замуж за Аманоллу Хана по прозвищу Зия ос-Солтан (буквально «Великолепие Государя») из семьи Донболи, ее двоюродного брата по материнской линии, который был крупным землевладельцем в Тебризе и известным в суд. Его отчим, политик иранского конституционного движения, поощрял молодого Али Акбара в его карьере и познакомил его с несколькими политическими деятелями того времени, такими как Яхья Довлатабади. В 1931 году, когда в Иране были установлены фамилии, Али Акбар и его братья и сестры Али Асгар и Носрат ол-Молук Ханом назвали свою семью Бахман в честь своего деда, принца Бахмана Мирзы.

## Карьера
Будучи знатным по происхождению, а его мать была королевской принцессой, молодой Мирза Али Акбар-хан имел все шансы сделать карьеру при дворе. Таким образом, он был занят на административной службе. Его отчим был стойким противником абсолютизма и открытым к реформам, поэтому он поддержал Конституционное движение 1906 года. Его товарищ Яхья Довлатабади, ведущий левый конституционный политик и реформатор иранской школьной системы, отправил Мирзу Али Акбар-хана в 1907 году в Россию, где он будет преподавать в персидской школе Саадат в Баку. Там проживало много родственников Али Акбара из семьи его матери.
После русской революции и Первой мировой войны многие персы с Кавказа пытались бежать от Красной Армии в Иран. Благодаря своим семейным связям в Азербайджане и Иране Али Акбар Бахман смог помочь беженцам пересечь границу. 26 августа 1919 года Али Акбар был назначен чрезвычайным посланником и полномочным министром Персии в Бухаресте, а затем в 1921 году послом в Бельгии. С 1934 по 1935 год он был послом Ирана в Афганистане, а в 1935 году организовал «Атабайский арбитраж» (территориальные обмены между обеими странами в районе Систан-Забулистана). В 1935 году он также стал министром транспорта и вместе с семью другими членами кабинета министров отвечал за выпуск набора памятных марок 1935 года. Наконец, в 1939–1943 годах он стал послом в Египте. Там он устроил бракосочетание Мохаммеда Резы Пехлеви (в те времена наследного принца Ирана) с принцессой Фаузией, дочерью короля Фуада I и сестрой египетского короля Фарука 16 марта 1939 года во дворце Абдин в Каире.
Вернувшись в Иран из Египта, где он также возглавлял собрание иранцев в посольстве по поводу иранских поселений в Египте и участвовал в Каирской конференции 1943 года, Али Акбар Бахман иногда становился министром торговли в 1944-1946 годах. Он купил резиденцию Гоухаршад в Тегеране и огромный сад в Баг-е Мостоуфи, на уютном севере города, на склонах гор Альбурз. Али Акбар Бахман умер в 1967 году и был похоронен рядом с мавзолеем своей матери в храме Шах-Абдол-Азим в Тегеране.